# Idioma sipacapense
El idioma sipacapense (también conocido como sipacapeño o sipakapense, de acuerdo con la Academia de Lenguas Mayas de Guatemala) es una lengua mayense que forma parte de la familia de lenguas Quicheanas. Es hablado por la población maya sipacapense en el municipio de Sipacapa, departamento de San Marcos, Guatemala. Es hablado por unas 4,409 personas originarias de Sipacapa, un municipio de 152 kilómetros cuadrados.